# گیسا
گیسا (انگلیسی: GISA) شرکت خودروسازی ایتالیایی است، که در سال ۱۹۹۱ تأسیس شد.